# Giuliano Zuccoli
Giuliano Zuccoli (Morbegno, 12 aprile 1943 – Milano, 10 febbraio 2012) è stato un dirigente d'azienda italiano.
È stato Presidente del Consiglio di Gestione di A2A SpA, Presidente di Edison SpA, Amministratore Delegato di Transalpina di Energia s.r.l. e Vice Presidente Consigliere del Credito Valtellinese.

## Biografia
Laureato in ingegneria elettrotecnica presso il Politecnico di Milano, inizia la sua attività professionale nel Gruppo Falck, dove nel 1990 assume la responsabilità di direttore generale "Falck Nastri", società specializzata nella produzione di laminati speciali. Nel 1985 è amministratore delegato della società  Sondel, operante nel settore della produzione di energia elettrica.
Dopo varie esperienze (Transider, Ecosesto, Itla), nel 1996 entra a far parte del consiglio di amministrazione di Aem e tre anni più tardi ne assume la guida.
Dal 2002 è presidente di Edipower, consorzio vincitore per l'acquisizione di Eurogen, una delle aziende messe in vendita da Enel. Dall'ottobre 2005 è presidente di Edison. Dal maggio 2009 è presidente di Assoelettrica.
L'8 febbraio 2012 si è dimesso dalla carica di Presidente del Consiglio di Gestione di A2A. Il 10 febbraio 2012 è deceduto a causa di un tumore.
Alla sua memoria è stata dedicata la Centrale idroelettrica di Premadio.